# 循環論法
循環論法（じゅんかんろんぽう、英: circular reasoning / circular logic / vicious circle）とは、
- ある命題の証明において、その命題を仮定した議論を用いること[1]。証明すべき結論を前提として用いる論法[2]。
- ある用語の定義を与える表現の中にその用語自体が本質的に登場していること[1]。

## 概説

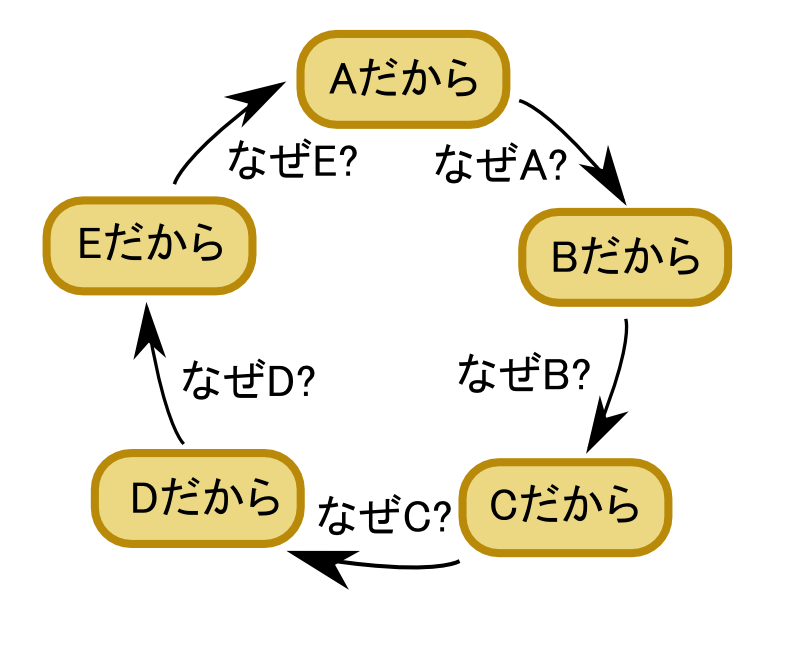
循環論法の概念図。

単に循環論法と言っても、証明における循環論法と、定義における循環論法があるとされている。
証明における循環論法とは、ある命題の証明において、その命題自体を仮定した議論を用いることである。つまり循環論法においては論証されるべきことが論証の根拠とされる誤謬が犯される。どのような形式かと言うと、今、命題をPと表すとして、P1, P2… Pn（nは自然数）がある時に、P1を証明するのにP2を用い、P2を証明するのにP3を用い、といったように証明を進めて、Pnを証明するのに（証明したと思いつつ）P1を使ってしまうような形式、論の進め方のことである。図で言えば、Aの根拠としてBを用い、Bの根拠としてCを用い、と進んでゆき、Eの根拠としてAを用いた段階で循環論法になってしまっている。循環論法では命題自体の絶対的な説明が一切行われないため、何の論証も行なわない場合と同じことになる。従って、説明からは何の結論も得ることが出来ない。
ひとつの文章の中に循環論法が含まれている場合や、循環の鎖の個数が2 - 3個程度であると比較的容易に発見できるが、数百ページにもおよぶ書物にそれが埋め込まれて巨大な循環を作っていてそれがあるページにおさまっていなかったり、鎖の個数が多かったりすると、なかなか発見できないことがある。
ただし、説明の連鎖をマクロに見ると循環はもともと避け得ない。説明の連鎖のとり得る形としては、無限後退に陥るか、何ら説明も根拠付けもされないドグマで終了するか、また全体として循環する構造を持つか以外、とり得る形はないだろうと考えられている。このことはミュンヒハウゼンのトリレンマと呼ばれている。
定義における循環論法とは、ある事柄の定義を与える文や表現の中に、その事柄自体が本質的に登場していることを言う。その形式とは、今、事柄をWと表すとし、W1, W2… Wnがあり、W1の定義する文（表現）の中に W2が現れ、W2の定義する文（表現）の中に W3が現れ、Wnを定義する文の中にW1が現れるような形式、構造である。簡単な例を示せば「西とは東と反対の方角である」と定義しておき、かつ東について定義するとき「東とは西と反対の方角である」と定義する。すると定義が循環する。定義が循環した場合は定義文のみの知識では定義する事柄の絶対的な理解が出来ないため、定義は不成立となる。

有限の語彙の集合を用いて語彙全体を解説しようとする辞書や百科事典は、その構造上、定義されていない語を用いて定義を行うか、循環を含んだ定義を行うことが避け得ない。ここで挙げた東西の例のような循環の輪が狭い場合は既知の事柄が少なくなり有用ではないが、全体として循環の輪が大きければ、既知の事柄が多くなり有用となる。このように、循環の輪の中に既知の事柄が1つ以上あれば循環定義であっても有用となりうる。

## 循環論法の例
まず分かりやすい例から挙げると、「『ハムレット』は名作である。なぜなら『ハムレット』は素晴らしい作品だからだ」といった言明は循環論法である。また、日本国憲法が日本の法体系における最高法規であるとする根拠が、日本国憲法第10章に記載されている事例も循環論法である。
定義における循環論法の例を挙げる。例えば、《知識》（知られていること）とは何か？ に関して、古典的な認識論では「知識とは、正当づけられた真なる信念である」と定義されていたことはよく知られている（この定義自体は特には問題はない。）だが今、知識の定義として、この「正当づけられた真なる信念」を採用した状態で、「正当づけられた」という意味あるいは定義は何ですか？と問われた場合に、もしも「“正当づけられた” というのは証明や証拠が知られていることだ」と答えてしまうと、この説明は循環論法に陥ってしまっていることになる。
「コーランこそがものごとの正しさを決定する。なぜそうなのかというとそれはアラーが决めたからである。なぜアラーがそう决めたとわかるのか、というとそれはコーランに書いてあるから(コーランが正しいから)である。」といった論証がイスラム教で行われることがあるが、こうした論法もまた循環論法である。文章を書き換えると、「コーランが正しい」の理由が「アラーの決定」で、「アラーの決定」の理由が「コーランが正しい」となり、循環論法であることが分かりやすくなる。
同様に「神の言葉であるものは真である。聖書に書かれているのは神の言葉である。（なぜならその書には、それが神の言葉だとして書かれているから）」という考え方は循環論法の形を持つ。
経済学関連では、しばしば様々な説や理論が循環論法に陥っている、と指摘されている。
例えば循環論法に陥っていた有名な事例として、マルクスの主張した「労働価値説」がある。この説が循環論法に陥っているという問題点は、ベーム＝バヴェルク（1851－1914）によって指摘された。具体的に言うと、マルクスは『資本論』の第1巻で『商品の価格は投下労働量で定まる』と主張していたのだが、同書の第3巻1 - 3篇では『商品価格は商品の生産コストである「費用価格」に「平均利潤」を加えた「生産価格」で決まる』（結局、商品の価格は市場の需給で決まる）と主張しており、循環論法に陥っていた。ベーム＝バヴェルクは単純労働と専門的労働の双方に必要とされる平均労働時間と商品価値がどのような関係にあるかを研究していたのだが、その中で、マルクスの主張した労働価値説が循環論法に陥っていることに気付き、論文「マルクスとその体系の終結」においてそれを指摘したのであった。
また ケインズの利子論について「将来における利子率の上昇や低下の予想が現在の利子率を決めるという循環論法に陥っている可能性がある」といったことをロバートソンは述べた。
グローバル経済でドルが基軸通貨として使われていることに関して、「人々がドルを貿易などに使うのは、ドルで米国のものを買うためではなく、“取引相手がドルなら受け取るから”という理由からであり、“他国がドルを基軸として使うから、自国もドルを基軸として使う”という循環論法によっている」と言われることもある。